# Aconaemys fuscus
Aconaemys fuscus là một loài động vật có vú trong họ Octodontidae, bộ Gặm nhấm. Loài này được Waterhouse mô tả năm 1841.